# امامزاده و گورستان مسن
امامزاده و گورستان مسن مربوط به دوره قاجار است و در شهرستان خانمیرزا، بخش ارمند، دهستان ارمند، شمال شرق روستای مسن واقع شده و این اثر در تاریخ ۲۸ شهریور ۱۳۸۶ با شمارهٔ ثبت ۱۹۶۸۰ به‌عنوان یکی از آثار ملی ایران به ثبت رسیده است.